# Транденков Ігор Леонідович
Ігор Леонідович Транденков (рос. Игорь Леонидович Транденков; нар. 17 серпня 1966, Санкт-Петербург, Російська РФСР) — російський легкоатлет, що спеціалізується на стрибках з жердиною, дворазовий срібний призер Олімпійських ігор ( 1992 та 1996 роки), призер чемпіонатів світу та Європи. Заслужений майстер спорту Росії.

## Біографія
Ігор Транденков народився 17 серпня 1966 року в Санкт-Петербурзі. З дитинства почав займатися легкою атлетикою, а його тренером був Олександр Оковитий.
Перший великий успіх прийшов до спортсмена у 1992 році, коли він зумів пробитися до складу Об'єднаної команди на Олімпійські ігри, що відбувалися в Барселоні. Там спортсмен взяв висоту 5.80 м, але зробив це з третьої спроби, на відміну від свого партнера по команді Максима Тарасова, який підкорив цю висоту з першої спроби, через що Транденков став срібним призером змагань, а Тарасов чемпіоном, оскільки наступні висоти були невдалими для обидвох спортсменів. Також на такий остаточний розподіл нагород повпливав провал чинного олімпійського чемпіона, чемпіона світу та рекордсмена світу Сергія Бубки, який у фіналі не зумів взяти першу для себе висоту.
Наступного року спортсмен вдало виступив на чемпіонаті світу, з результатом 5.80 м, він став бронзовим призером. Також успішно провів 1994 рік, завоювавши медалі на чемпіонаті Європи та чемпіонаті Європи в приміщенні. 4 липня 1996 року на змаганнях у Санкт-Петербурзі встановив свій особистий рекорд 6.01 м. Представив Росію на Олімпійських іграх в Атланті. У фінальних змаганнях три спортсмени, в тому числі Транденков,  показали результат 5.92 м, що на той момент стало новим олімпійським рекордом. За додатковими показниками росіянин виперидив німецького спортсмена Андрія Тивончика (Тивончик взяв висоту 5.92 м з другої спорби), але поступився французькому атлету Жану Гальфьону (росіянин не взяв висоту 5.86 м, яку Гальфьон взяв з першої спроби), що знову зробило його срібним олімпійським медалістом.
Надалі продовжував виступати на турнірах, але згодом вирішив завершити спортивну кар'єру.

## Кар'єра
| Рік                           | Змагання                      | Місто                         | Місце                         | Примітки                      |
| Представник Об'єднана команда | Представник Об'єднана команда | Представник Об'єднана команда | Представник Об'єднана команда | Представник Об'єднана команда |
| ----------------------------- | ----------------------------- | ----------------------------- | ----------------------------- | ----------------------------- |
| 1992                          | Олімпійські ігри              | Барселона, Іспанія            | 2                             | 5.80 m                        |
| Представник Росія             |                               |                               |                               |                               |
| 1993                          | Чемпіонат світу в приміщенні  | Торонто, Канада               | 4                             | 5.80 м                        |
| 1993                          | Чемпіонат світу               | Штутгарт, Німеччина           | 3                             | 5.80 м                        |
| 1993                          | Фінал Гран-прі IAAF           | Лондон, Велика Британія       | 6                             | 5.60 м                        |
| 1994                          | Чемпіонат Європи в приміщенні | Париж, Франція                | 3                             | 5.75 м                        |
| 1994                          | Чемпіонат Європи              | Гельсінкі, Фінляндія          | 2                             | 5.90 м                        |
| 1994                          | Фінал Гран-прі IAAF           | Париж, Франція                | 7                             | 5.45 м                        |
| 1995                          | Чемпіонат світу               | Гетеборг, Швеція              | 7                             | 5.70                          |
| 1995                          | Фінал Гран-прі IAAF           | Монте-Карло, Монако           | 4                             | 5.75 м                        |
| 1996                          | Олімпійські ігри              | Атланта, США                  | 2                             | 5.92 m                        |
| 1996                          | Фінал Гран-прі IAAF           | Мілан, Італія                 | 3                             | 5.80 m                        |
| 1998                          | Чемпіонат Європи в приміщенні | Валенсія, Іспанія             | кв.                           | 5.55 м                        |